# Unternehmensgruppe
Eine Unternehmensgruppe ist eine Gesamtheit rechtlich selbständiger Unternehmen, die aufgrund bestimmter Gemeinsamkeiten zusammengehören. Bilden die Unternehmen eine vertraglich verbundene Einheit, so spricht man von einem Unternehmensverbund. Dabei kann es sich um einen Konzern handeln oder um eine anderweitig kooperierende Gruppe von Unternehmen wie z. B. eine Zeitungsgruppe oder die Sparkassen-Finanzgruppe.

## Situation in Europa
In Europa, insbesondere in Deutschland, wird unter einer Unternehmensgruppe häufig ein Konzern verstanden, das heißt ein hierarchischer Verbund aus beherrschenden und abhängigen Unternehmen (verbundene Unternehmen) unter einheitlicher Leitung. Diese Definition beruht in Deutschland auf § 18 des Aktiengesetzes und in der Europäischen Union auf der Richtlinie 83/349/EWG. Der in Deutschland geprägte Konzernbegriff ist jedoch nicht auf alle europäischen Rechtsordnungen anwendbar. So gibt es beispielsweise im englischen Gesellschaftsrecht keine exakte Entsprechung für die Bestimmungen „beherrschendes Unternehmen“ und „einheitliche Leitung“; verschiedene EU-Mitgliedstaaten kennen keine Beherrschungsverträge. Daher sind z. B. die englische corporate group und die französische groupe de sociétés rechtlich nicht das Gleiche wie ein Konzern. Allen gemeinsam ist jedoch die hierarchische Struktur.

## Situation in China
Auch in der chinesischen Wirtschaftswissenschaft wurde der Begriff der Unternehmensgruppe aus dem deutschen Konzernbegriff abgeleitet. Man versteht darunter eine „auf der sozialistischen öffentlichen Eigentumsordnung beruhende große Wirtschaftsorganisation, deren Kern aus einem oder einigen verbundenen, wirtschaftlich kräftigen Unternehmen besteht, und die sich einheitlicher Leitung und einheitlichem Management unterworfen hat“.